# Xylolejeunea grolleana
Xylolejeunea grolleana là một loài Rêu trong họ Lejeuneaceae. Loài này được (Pocs) X.-L. He & Grolle mô tả khoa học đầu tiên năm 2001.